# Ломбар, Анри Эдуар
Анри Эдуар Ломбар (фр. Henri-Édouard Lombard; 20 января 1855, Марсель — 25 июля 1929, VIII округ Парижа) — французский скульптор.

## Биография
Будущий скульптор родился в 1855 году в Марселе в семье среднего достатка. Учился там же, сначала в Лицее Тьера, а затем в Школе изящных искусств Марселя, в мастерской Антуана Бонту. Получив стипендию Марсельского магистрата, Ломбар переехал в Париж, где продолжил своё обучение под руководством скульптора Жюля Кавелье. Уже вскоре получил Римскую премию в области скульптуры второй степени, а в 1883 году — Римскую премию первой степени за работу «Смерть Диагора Родосского».
В дальнейшем Ломбар много и плодотворно работал, выполняя заказы государства частных лиц. Для Марселя он создал памятник Пьеру Пюже, воздвигнутый в 1906 году, сперва на площади, ныне известной, как Площадь генерала де Голля, а затем перенесённый на вершину Холма Пьера Пюже (Кур-Пьер-Пюже).
Ломбар украшал скульптурами общественные здания, например, фронтоны здания суда в Ницце и здания Сберегательной кассы а в Марселе. Одна из его статуй украсила парижский Сад Тюильри, тогда как другая («Аллегория Мира») — фасад Большого дворца (Гран-Пале).
В 1894 году Ломбар стал кавалером ордена Почётного легиона. Много лет он являлся профессором моделирования в вечерних классах Школы изящных искусств в Париже. Лето предпочитал проводить на Лазурном берегу в городке Бандоль, где ему принадлежала вилла «La Tartane». Ломбар скончался в 1929 году в Париже, но был похоронен на городском кладбище Бандоля.

## Галерея

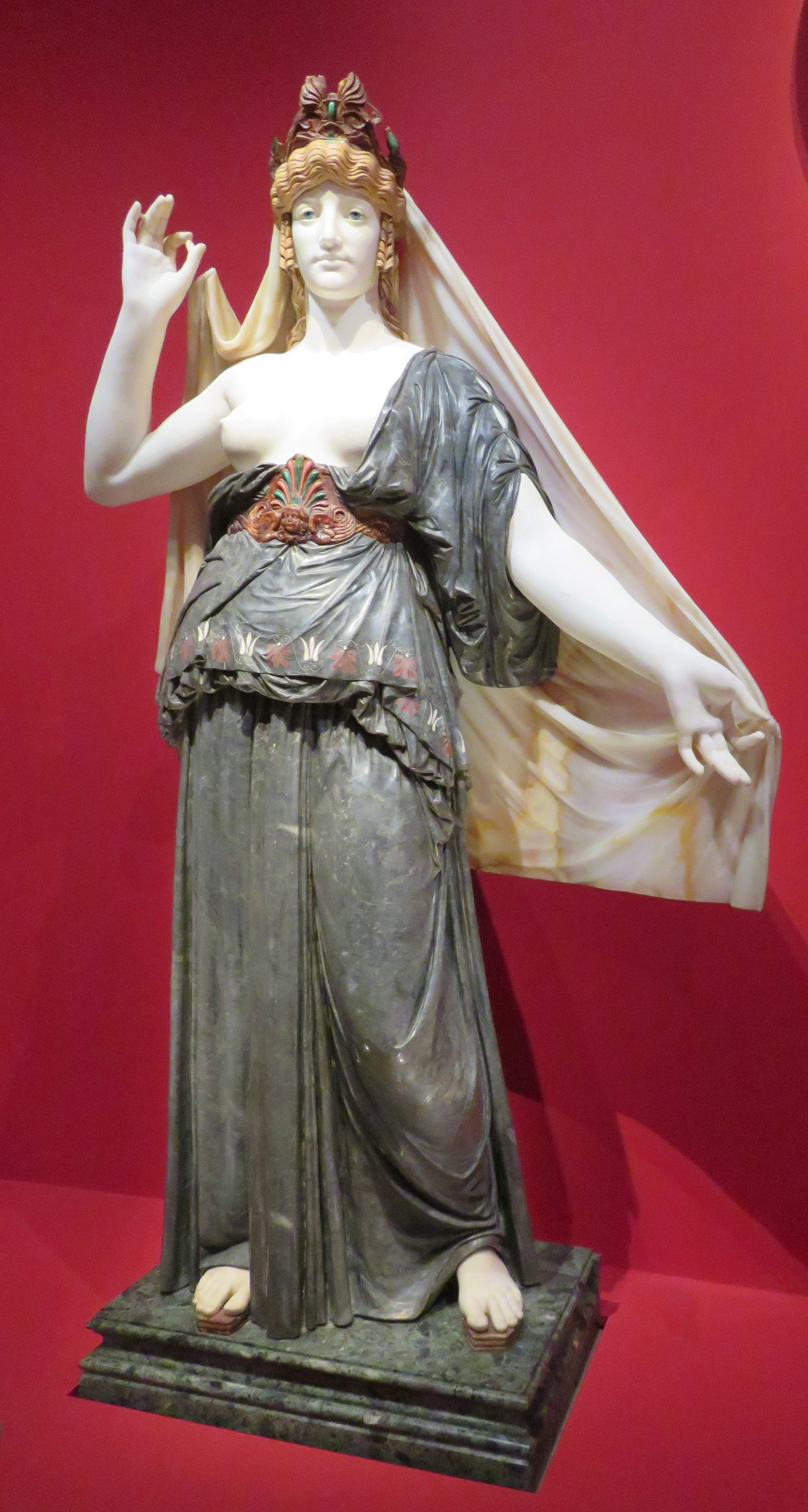
Елена Прекрасная (1885), Музей изящных искусств Марселя.
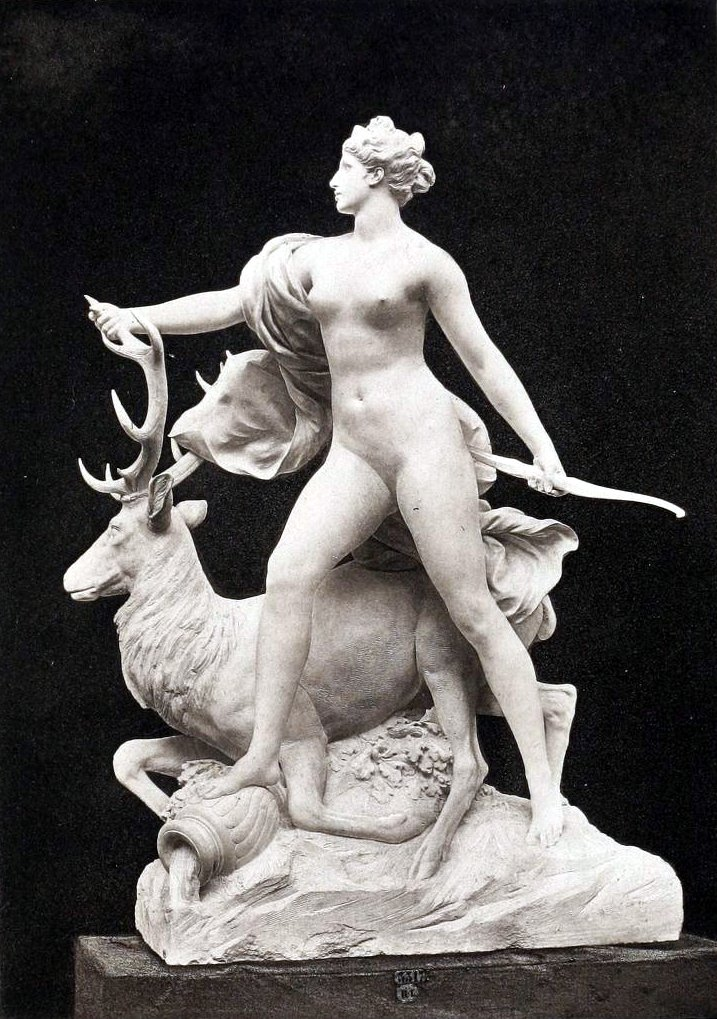
Диана-Охотница («Нимфа-Охотница», ок. 1894), выставлялась скульптором на Парижском Салоне 1894 года, текущее местонахождение неизвестно) .
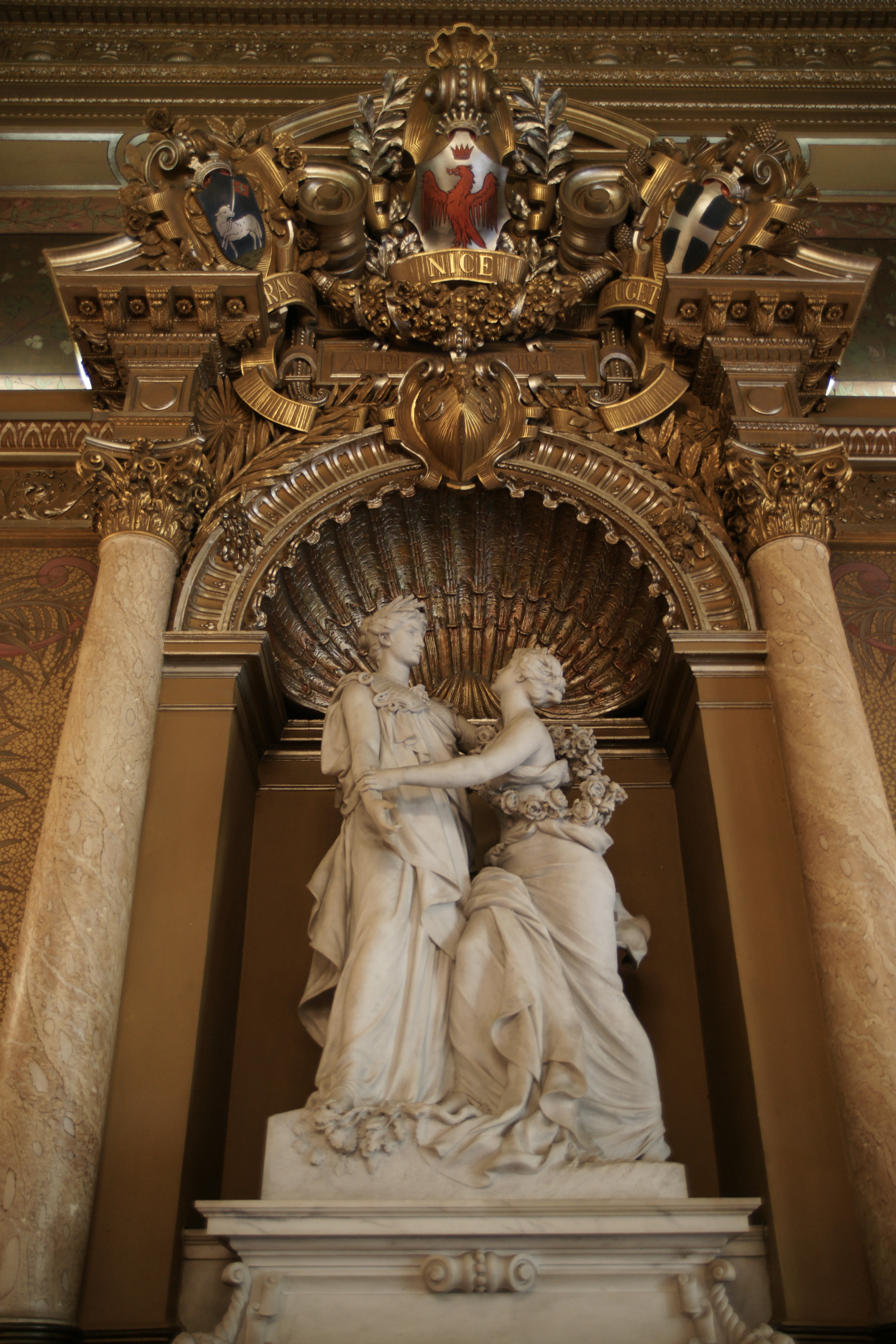
Ницца вверят себя Франции (1896), Ницца, парадный зал городской ратуши.
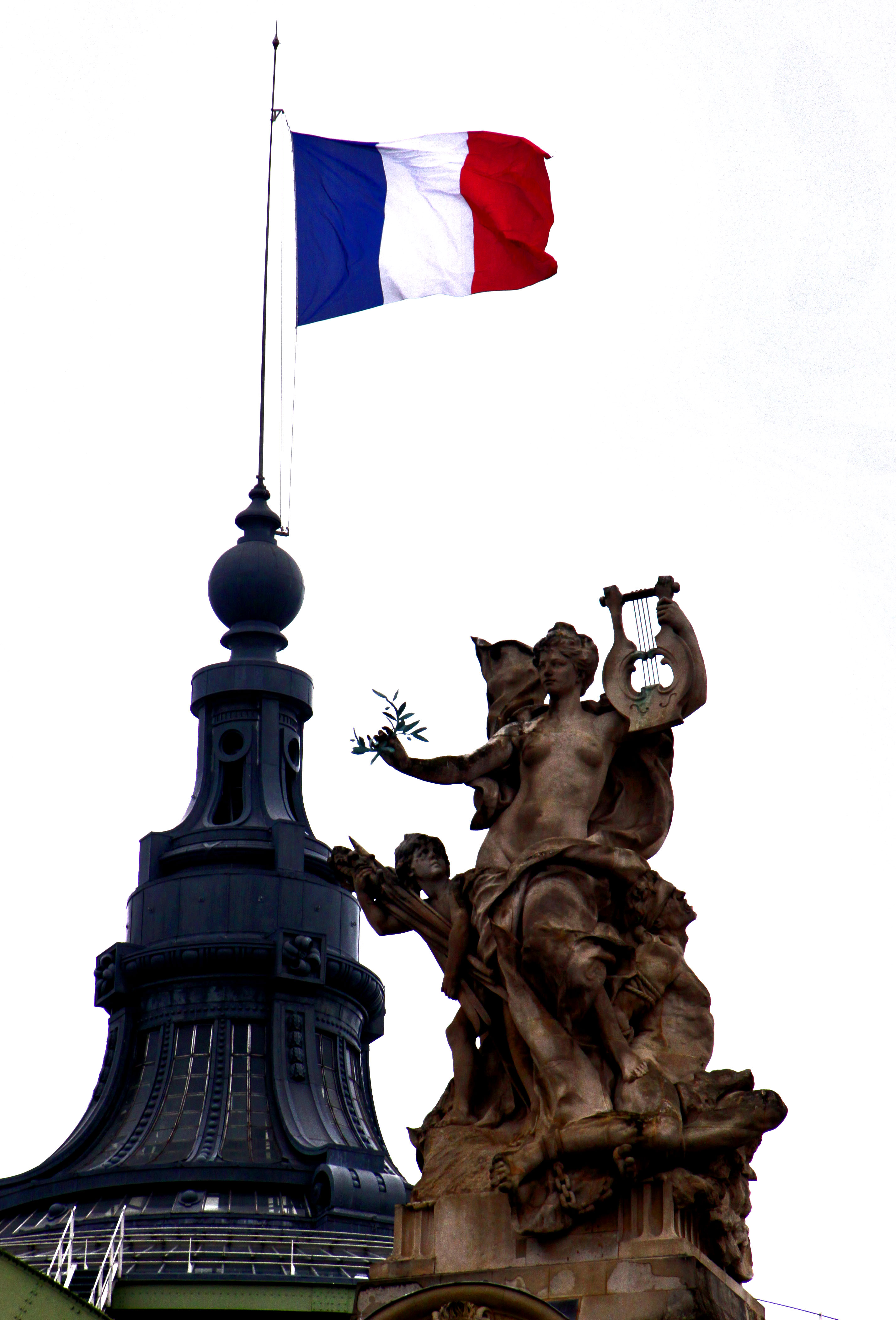
Аллегория мира (1900), Париж, Большой дворец.
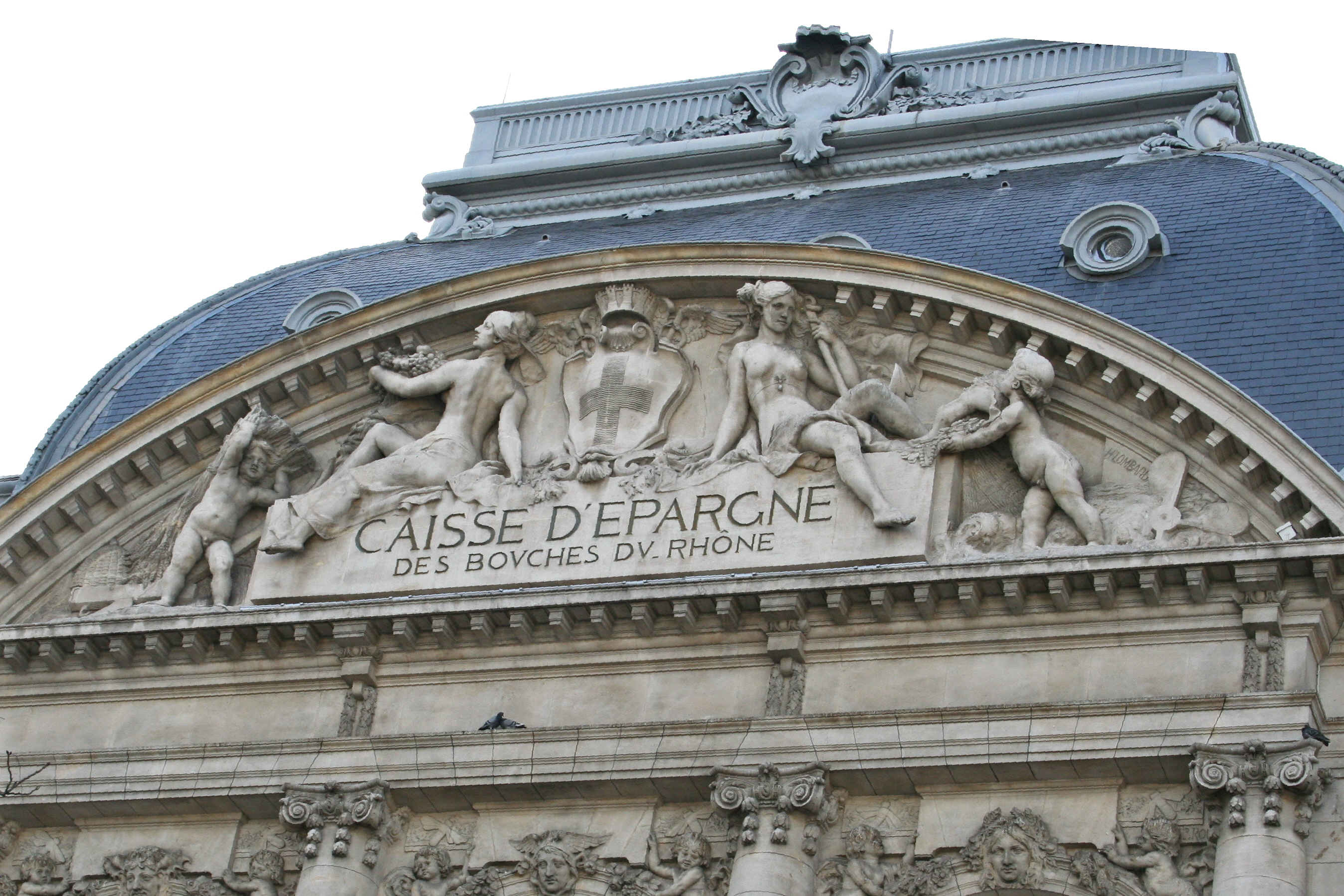
Внутренний Прованс и Приморский  Прованс (1904), Марсель, фронтон здания Сберегательной кассы.
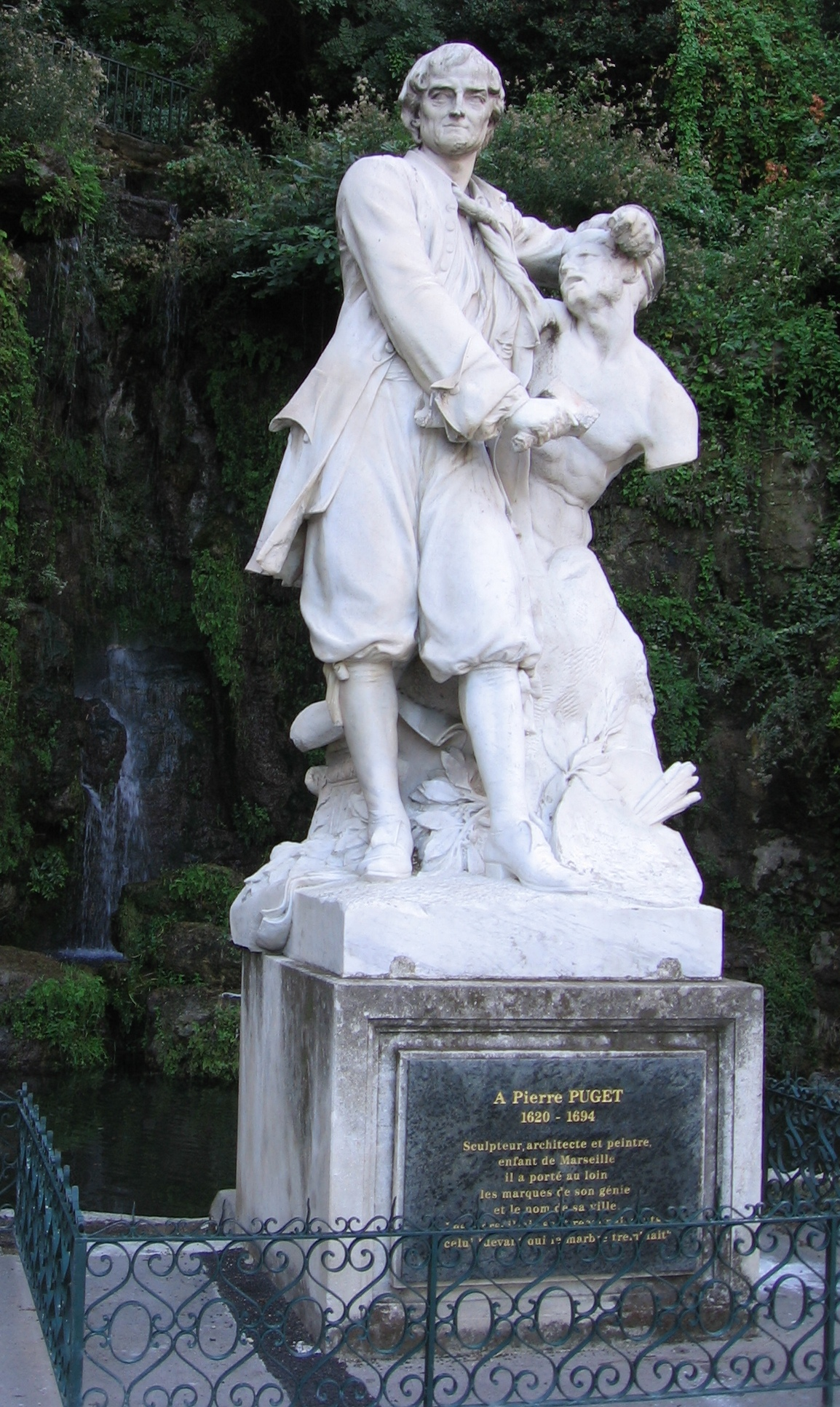
Памятник Пьеру Пюже (1906), Марсель.
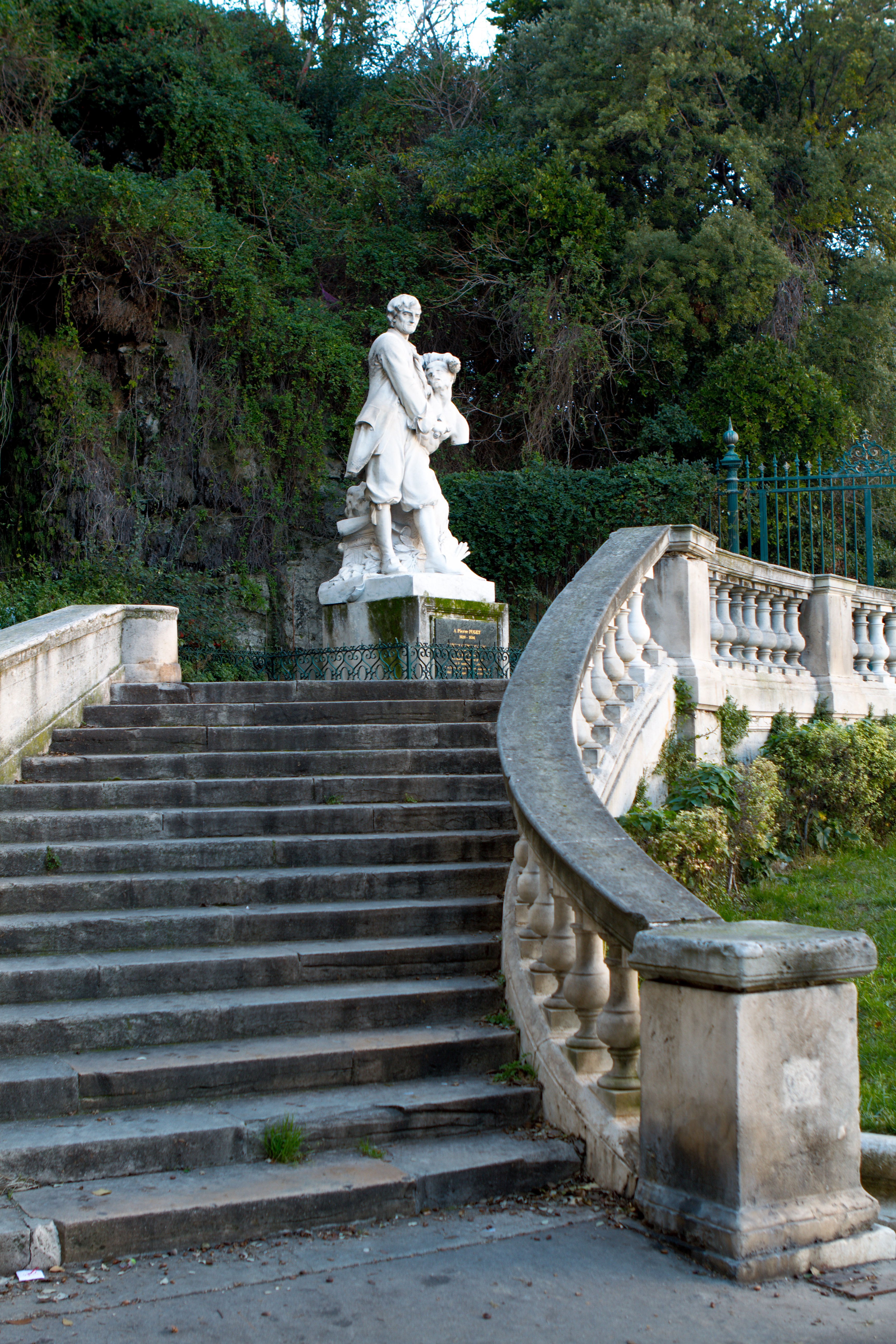
Тот же памятник с другого ракурса.
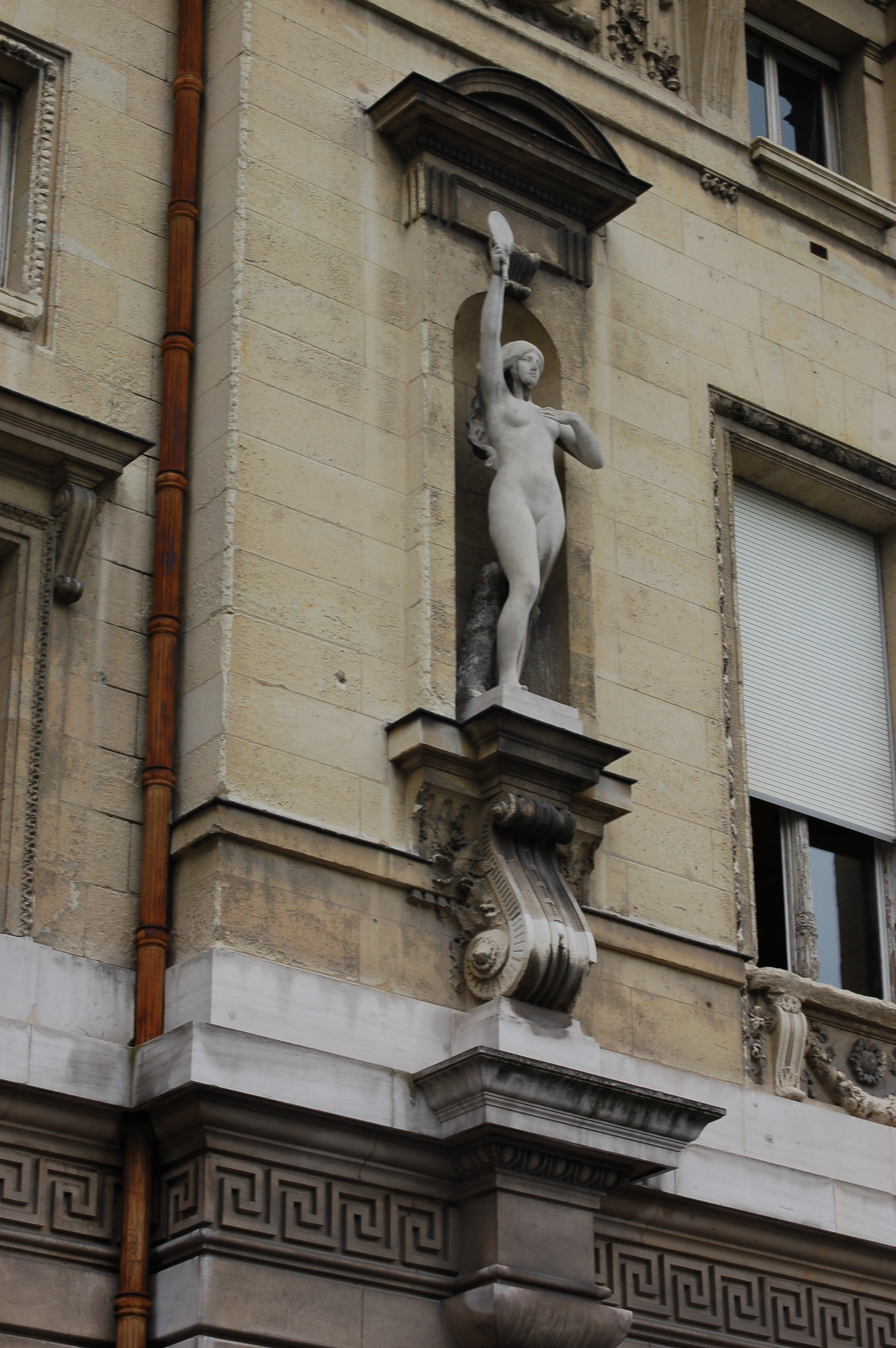
Истина (1914), фасад Дворца правосудия (Париж).
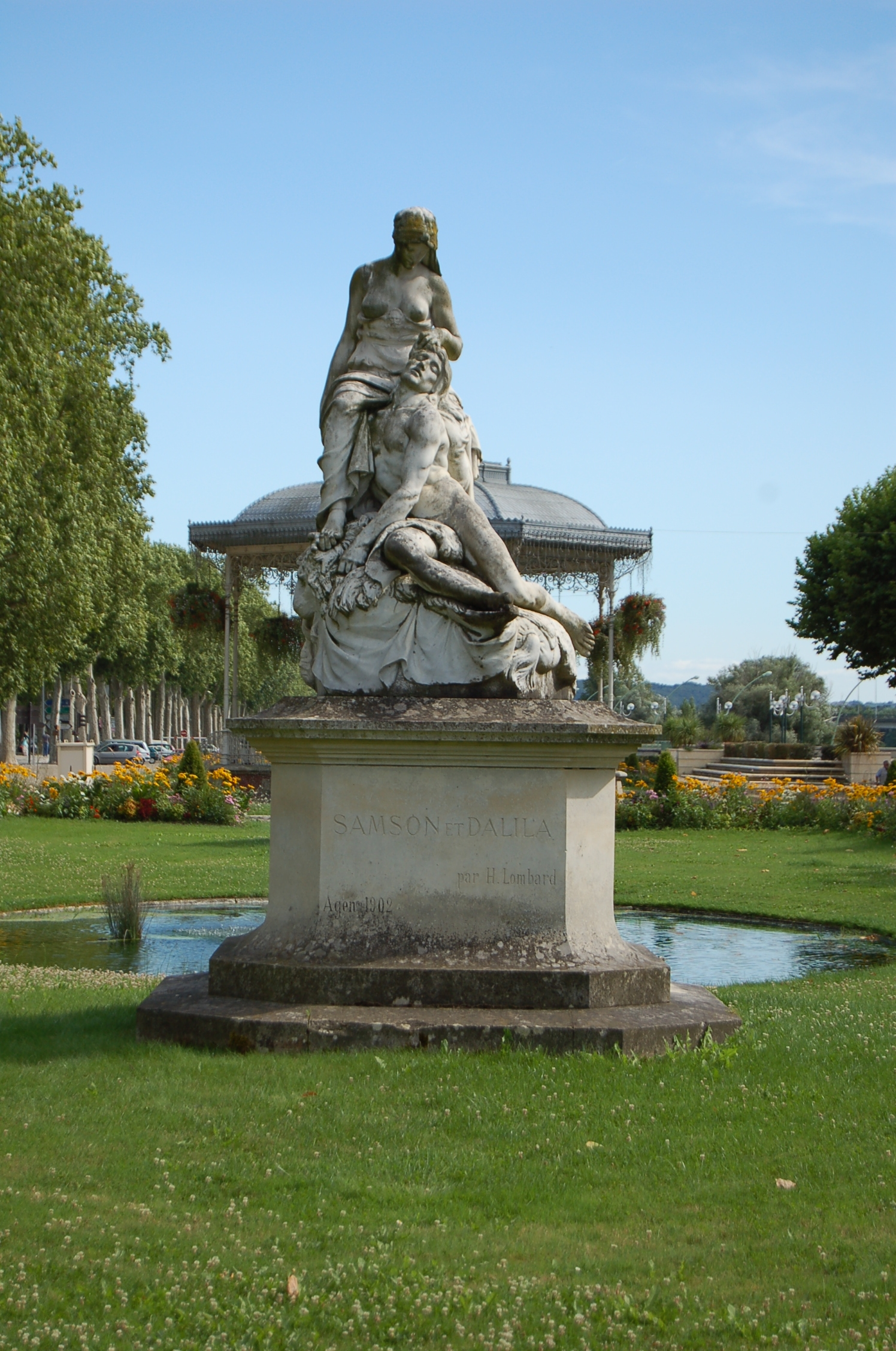
Самсон и Далила (1902), Ажен.
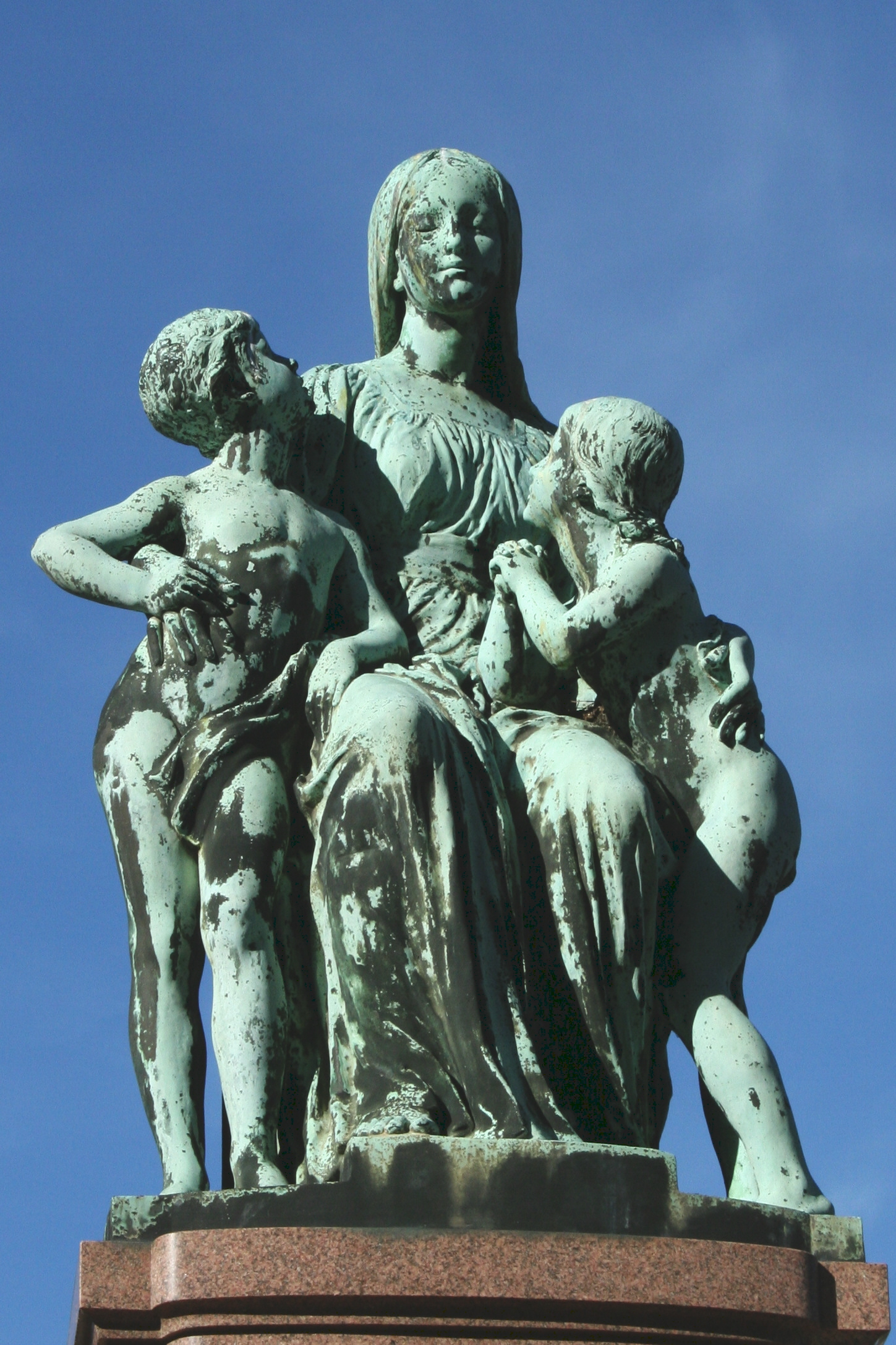
Аллегория Благотворительности, Марсель, кладбище Сен-Пьер.
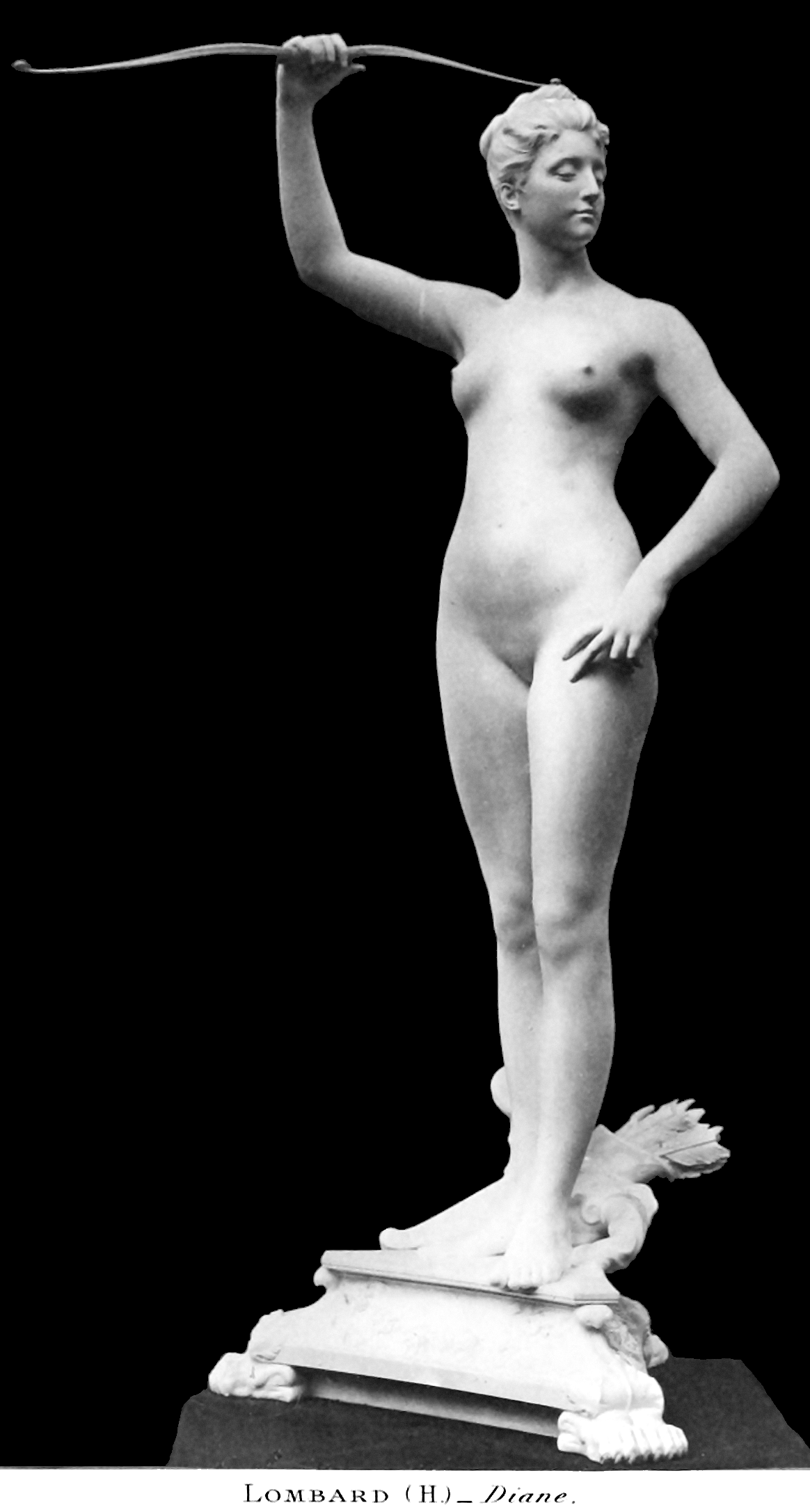
Диана (1895).
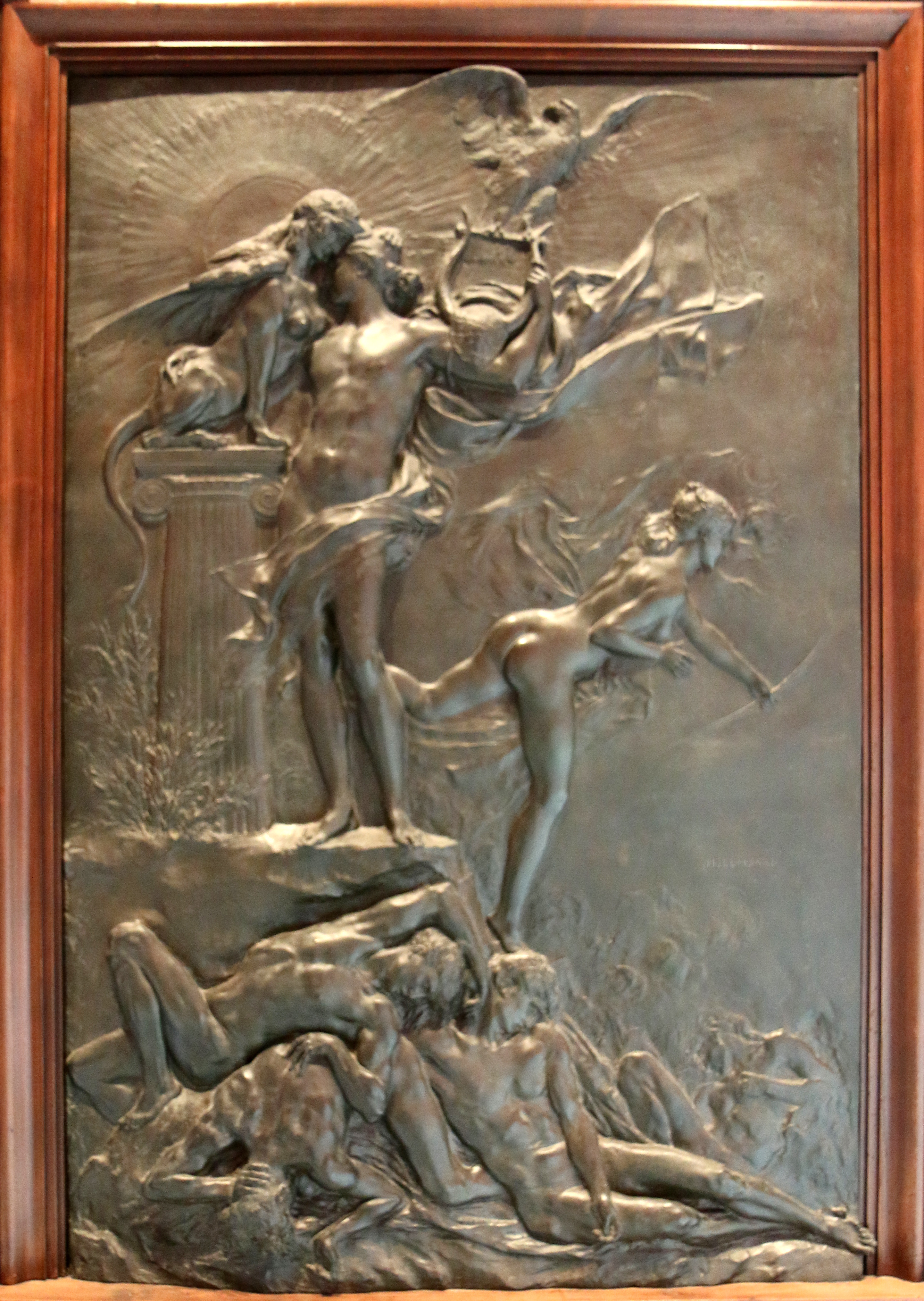
Аполлон-Триумфатор (1898), музей Гране, Экс-ан-Прованс.